# Iselin Bank
Iselin Bank – ławica Oceanu Południowego, położona na Morzu Rossa, na północ od ławicy Pennell Bank. Została odkryta przez ekspedycję Richarda Byrda w latach 1933–1935 i nazwana na cześć Columbusa O'Donnell Iselina, oceanografa z Woods Hole Oceanographic Institution. Nazwa została zatwierdzona przez organizację Advisory Committee for Undersea Features w kwietniu 1980 roku. 